# Contea di Mahoning
Mahoning è una contea dell'area nord-orientale dello Stato dell'Ohio negli Stati Uniti.

## Geografia fisica
La contea confina a nord con la contea di Trumbull, ad est con le contee di Mercer e di Lawrence della Pennsylvania, a sud con la contea di Columbiana, a sud-ovest con la contea di Stark e a ovest con la contea di Portage.
Il territorio è prevalentemente pianeggiante. Nell'area settentrionale scorre il fiume Mahoning che bagna Youngstown e riceve da sud il Mill Creek ed il Meander Creek. Presso il confine occidentale sono situati il lago Milton ed il lago Berlin.

Nell'area centro-settentrionale è situata la città di Youngstown, dal ricco passato industriale, che ha le funzioni di capoluogo di contea.

## Storia
I primi europei ad arrivare nella regione dell'Ohio furono i francesi con l'esplorazione di Robert de La Salle nel 1669. Nel 1763, al termine della guerra dei sette anni, i francesi cedettero definitivamente la regione agli inglesi. 
L'attuale contea faceva parte del territorio della Western Reserve assegnato allo Stato del Connecticut. La contea fu istituita nel 1812.
La città di Youngstown fu fondata nel 1796 e divenne capoluogo di contea nel 1876 sostituendo la città di Canfield. Lo sviluppo industriale di Youngstown fu reso possibile dalla scoperta delle miniere di carbone nell'area, al collegamento alla rete dei canali navigabili ed all'arrivo della ferrovia nel 1856.
Youngstown è stata uno dei maggiori centri dell'industria siderurgica negli Stati Uniti fino alla crisi degli anni 70 del Novecento.

## Città

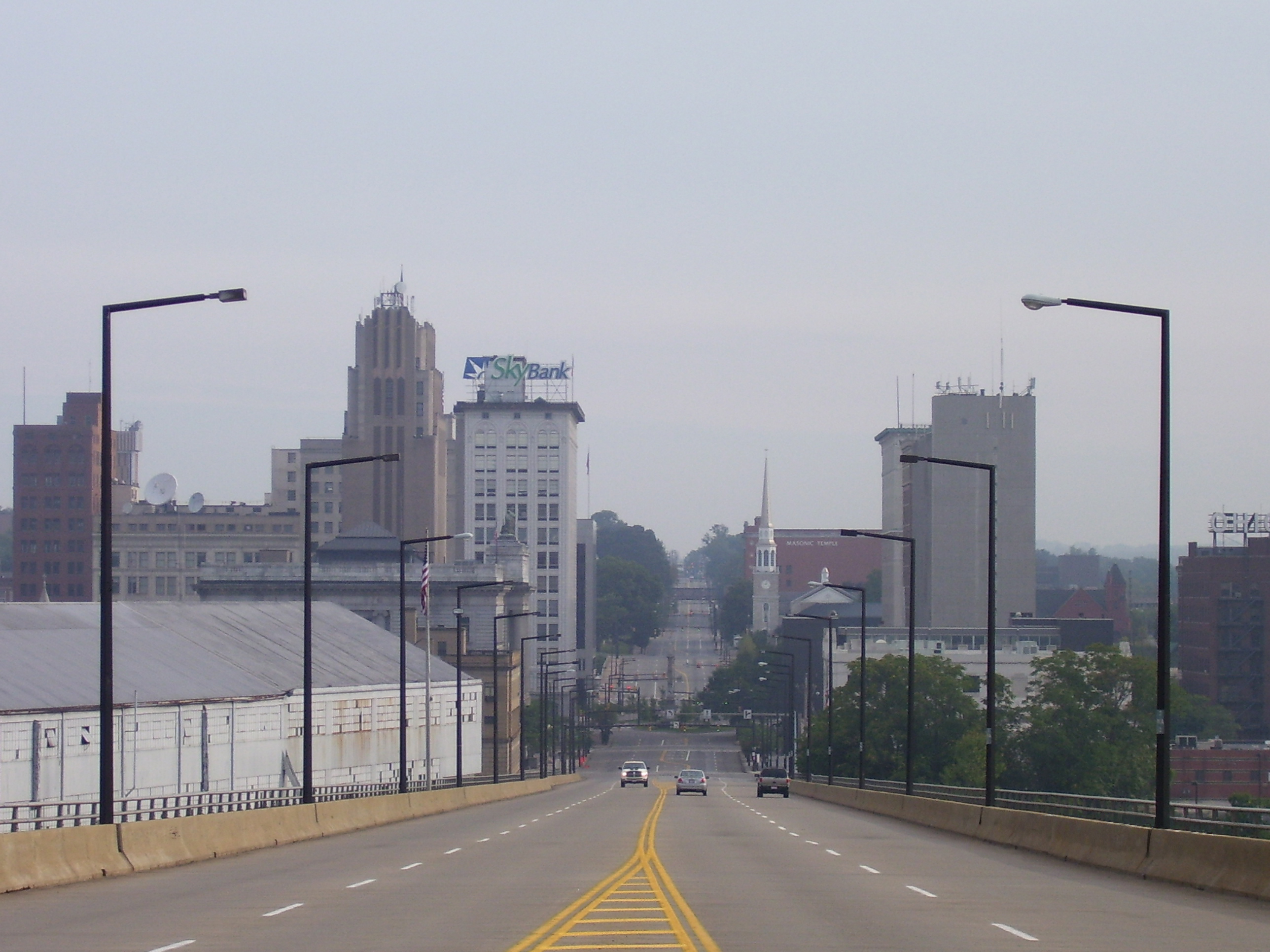
Panorama di Youngstown

- Alliance
- Beloit
- Boardman
- Campbell
- Canfield
- Columbiana
- Craig Beach
- Lowellville
- New Middletown
- Poland
- Sebring
- Struthers
- Washingtonville
- Youngstown